# So zero
El so zero és el nom que va donar Lev Landau el 1957 a les vibracions quàntiques úniques en els líquids quàntics de Fermi. El so zero ja no es pot pensar com una simple ona de compressió i rarefacció, sinó més aviat una fluctuació en l'espai i el temps de la funció de distribució del moment de les quasipartícules. A mesura que la forma de la funció de distribució de Fermi canvia lleugerament (o en gran manera), el so zero es propaga en la direcció del cap de la superfície de Fermi sense cap canvi en la densitat del líquid. Les prediccions i les observacions experimentals posteriors de so zero van ser una de les confirmacions clau de la correcció de la teoria líquida de Fermi de Landau.

## Derivació de l'equació de transport de Boltzmann
L'equació de transport de Boltzmann per a sistemes generals en el límit semiclàssic dóna, per a un líquid de Fermi,
{\displaystyle {\frac {\partial f}{\partial t}}+{\frac {\partial E}{\partial {\vec {p}}}}\cdot {\frac {\partial f}{\partial {\vec {x}}}}-{\frac {\partial E}{\partial {\vec {x}}}}\cdot {\frac {\partial f}{\partial {\vec {p}}}}={\text{St}}[f]}
on {\displaystyle f({\vec {p}},{\vec {x}},t)=f_{0}({\vec {p}})+\delta f({\vec {p}},{\vec {x}},t)} és la densitat de quasipartícules (aquí ignorem l'espín) amb el moment {\displaystyle {\vec {p}}} i posició {\displaystyle {\vec {x}}} a l'hora {\displaystyle t}, i {\displaystyle E({\vec {p}},{\vec {x}},t)=E_{0}({\vec {p}})+\delta E({\vec {p}},{\vec {x}},t)} és l'energia d'una quasipartícula de moment {\displaystyle {\vec {p}}} ( {\displaystyle f_{0}} i {\displaystyle E_{0}} denoten la distribució d'equilibri i l'energia en la distribució d'equilibri). El límit semiclàssic suposa això {\displaystyle f} fluctua amb la freqüència angular {\displaystyle \omega } i longitud d'ona {\displaystyle \lambda =2\pi /k}, que són molt inferiors a {\displaystyle E_{\rm {F}}/\hbar } i molt més llarg que {\displaystyle \hbar /p_{\rm {F}}} respectivament, on {\displaystyle E_{\rm {F}}} i {\displaystyle p_{\rm {F}}} són l'energia i el moment de Fermi respectivament, al voltant dels quals {\displaystyle f} no és trivial. Al primer ordre en la fluctuació des de l'equilibri, l'equació esdevé
{\displaystyle {\frac {\partial \delta f}{\partial t}}+{\frac {\partial E_{0}}{\partial {\vec {p}}}}\cdot {\frac {\partial \delta f}{\partial {\vec {x}}}}-{\frac {\partial \delta E}{\partial {\vec {x}}}}\cdot {\frac {\partial f_{0}}{\partial {\vec {p}}}}={\text{St}}[f]}
Quan la quasipartícula és el camí lliure mitjà {\displaystyle \ell \ll \lambda } (equivalentment, temps de relaxació {\displaystyle \tau \ll 1/\omega } ), les ones sonores ordinàries ("primer so") es propaguen amb poca absorció. Però a baixes temperatures {\displaystyle T} (on {\displaystyle \tau } i {\displaystyle \ell } escala com {\displaystyle T^{-2}}), el camí lliure mitjà supera {\displaystyle \lambda }, i com a resultat la col·lisió funcional {\displaystyle {\text{St}}[f]\approx 0}. No es produeix so en aquest límit sense col·lisions.
En la teoria líquida de Fermi, l'energia d'una quasipartícula de moment {\displaystyle {\vec {p}}} és
{\displaystyle E_{\rm {F}}+v_{\rm {F}}(|{\vec {p}}|-p_{\rm {F}})+\int {\frac {d^{3}{\vec {p}}'}{4\pi p_{\rm {F}}m^{*}}}F(p,p')\delta f(p')}
on {\displaystyle F} és el paràmetre de Landau normalitzat adequadament, i
{\displaystyle f_{0}({\vec {p}})=\Theta (p_{\rm {F}}-|{\vec {p}}|)}.
Aleshores, l'equació de transport aproximada té solucions d'ona plana
{\displaystyle \delta f({\vec {p}},{\vec {x}},t)=\delta (E({\vec {p}})-E_{\rm {F}})e^{i({\vec {k}}\cdot {\vec {r}}-\omega t)}\nu ({\hat {p}})}
amb {\displaystyle \nu ({\hat {p}})} donat per
{\displaystyle (\omega -v_{\rm {F}}{\hat {p}}\cdot {\hat {k}})\nu ({\hat {p}})=v_{\rm {F}}{\hat {p}}\cdot {\hat {k}}\int d^{2}{\frac {{\hat {p}}'}{4\pi }}F({\hat {p}},{\hat {p}}')\nu ({\hat {p}}')}
Aquesta equació d'operador funcional dóna la relació de dispersió per a les ones sonores zero amb freqüència {\displaystyle \omega } i vector d'ona {\displaystyle {\vec {k}}}. L'equació de transport és vàlida en el règim on {\displaystyle \hbar \omega \ll E_{\rm {F}}} i {\displaystyle \hbar |{\vec {k}}|\ll p_{\rm {F}}}.
En molts sistemes, {\displaystyle F({\hat {p}},{\hat {p}}')} només depèn lentament de l'angle entre {\displaystyle {\hat {p}}} i {\displaystyle {\hat {p}}'}. Si {\displaystyle F} és una constant independent de l'angle {\displaystyle F_{0}} amb {\displaystyle F_{0}>0} (tingueu en compte que aquesta restricció és més estricta que la inestabilitat de Pomeranchuk) aleshores l'ona té la forma {\displaystyle \nu ({\hat {p}})\propto ({\omega }/({v_{\rm {F}}{\hat {p}}\cdot {\vec {k}}})-1)^{-1}} i relació de dispersió {\displaystyle {\frac {s}{2}}\log {\frac {s+1}{s-1}}-1=1/F_{0}} on {\displaystyle s=\omega /{kv_{\rm {F}}}} és la relació entre la velocitat zero de la fase del so i la velocitat de Fermi. Si els dos primers components de Legendre del paràmetre Landau són significatius, {\displaystyle F({\hat {p}},{\hat {p}}')=F_{0}+F_{1}{\hat {p}}\cdot {\hat {p}}'} i {\displaystyle F_{1}>6}, el sistema també admet una solució d'ona sonora zero asimètrica {\displaystyle \nu ({\hat {p}})\propto {\sin(2\theta )}/({s-\cos {\theta }})e^{i\phi }} (on {\displaystyle \phi } i {\displaystyle \theta } són l'angle azimutal i polar de {\displaystyle {\hat {p}}} sobre la direcció de propagació {\displaystyle {\hat {k}}} ) i relació de dispersió
{\displaystyle \int _{0}^{\pi }{\frac {\sin ^{3}\theta \cos \theta }{s-\cos \theta }}d\theta ={\frac {4}{F_{1}}}}